# 南昌站 (江西省)
南昌站是位於中華人民共和國江西省南昌市，西站房位于西湖区南站街道站前路1号即二七南路和站前路交会处，东站房位于青山湖区上海路街道铁路五村西侧。南昌站是京九线沿线上唯一的省会车站，是中国铁路南昌局集团有限公司五个直属车站之一，系客货运一等站。

## 概述
南昌站虽只接入京九线正线并无其它铁路，但借由南昌枢纽内相关联络线可以直通沪昆线、昌九城际线、沪昆高速线（南昌以东、远期全线）、昌福线、京港高速线（南昌以南、远期全线）等线路，并开行大量这些线路方向的途径始发客运列车。
南昌站分为西广场和东广场。两侧广场均有地下停车场和地下出租车上客点，而地面设有公交站始发终到站；东广场北侧设有南昌地铁2号线南昌火车站，出站地下区域可与之直接连通，地铁站北紧挨着侧为洛阳路隧道以及南昌长途汽车站，乘客借助连接通道前往。

## 历史

### 第一代站房

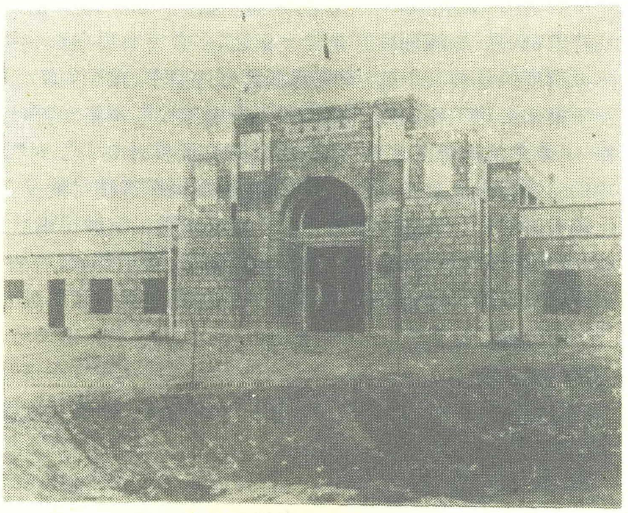
1936年时的初代南昌站

1934年7月8日浙赣铁路玉（山）南（昌）段在玉山举行了开工典礼，标志着开工建设，次年2月14日南昌站开始建设；1936年1月15日浙赣铁路玉南段通车南昌站启用并开行到杭州旅客列车；1937年9月10日浙赣铁路南萍段通车:486。
事实上浙赣铁路南萍段是从向塘接轨浙赣铁路玉南段，所以南萍段的通车使得南昌到向塘成为浙赣铁路南昌支线，南昌站是一个盡頭站（1975年站北侧建设了南昌西场），老南昌称为南站和于位于昌北的牛行车站相对应，南昌火车站当时负责浙赣铁路列車，而牛行车站只负责南浔铁路的到发任务。

### 第二代站房

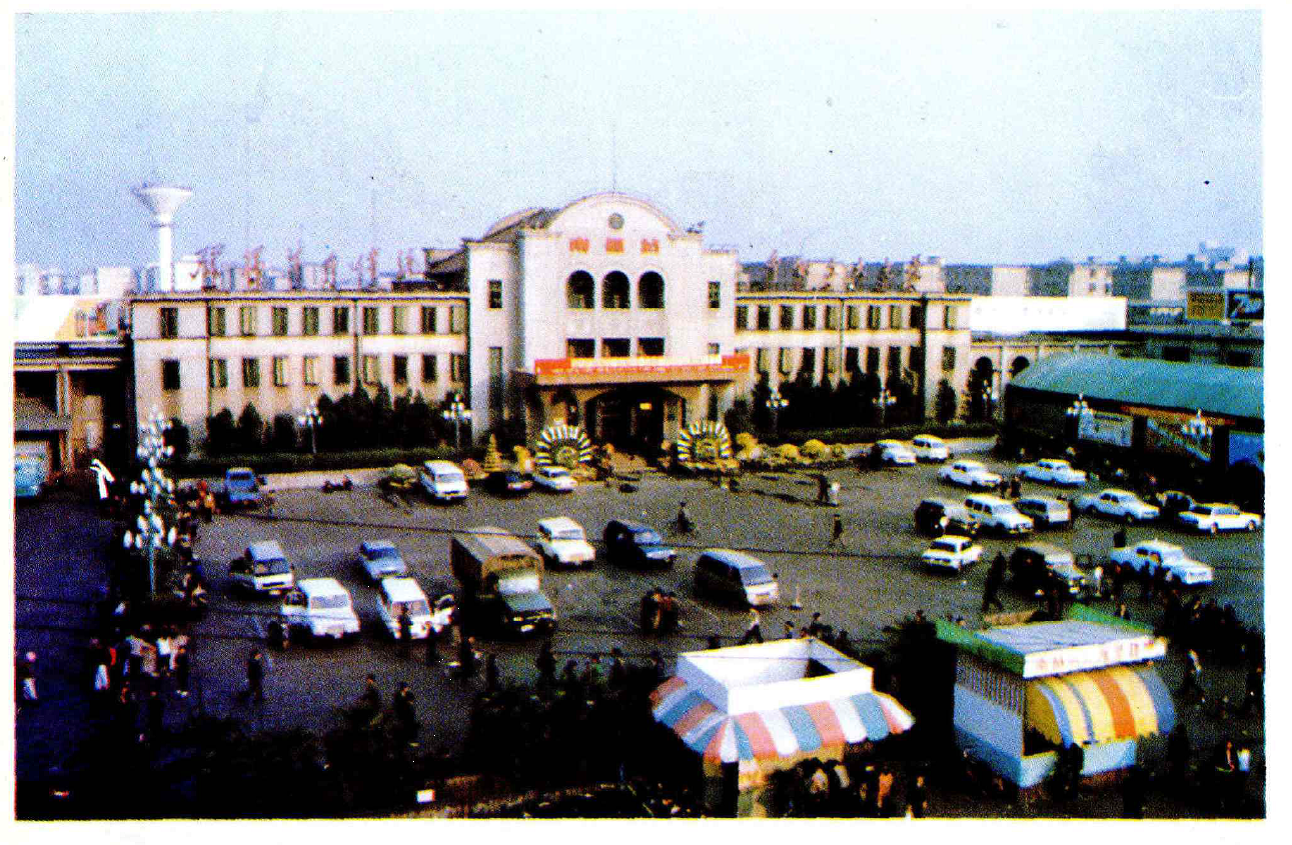
1959年扩建后的二代南昌站，为配合京九线建设在90年代中期拆除重建

1959年扩建站房及候车室、行包房，增建天桥1座:126。
这种状况一直持续到中华人民共和国建立之后，南昌需要另外一座跨江大桥，于是拉通南浔铁路和浙赣铁路的赣江大桥在1962年8月启用，随后南昌火车站成為南浔铁路和浙赣铁路南昌支线的共用車站，牛行车站成为支线逐渐被弃用。:493

### 第三代站房
90年代随着京九铁路的建设，铁路部门考虑到南昌站现有规模过小，于是南昌站第二代站房在90年代中期老站被拆除。第三代站房在1997年完工，南昌火车站旧貌变新颜。:图片。
2005年南昌市决定对南昌站进行4亿的改造计划。2005年10月21日至2006年9月对西广场改造，2006年5月至2007年新建东广场和两层的临时站房（未能实施），2006年5月至2007年12月建设洛阳路隧道；西广场计划确认在2007年完工。
2007年1月28日西广场改造完工，将原本只有一个出口的地下通道扩展为12个出口，站前亦建造了車站地標世界球。2013年4月1日18时原南昌西站正式改名为南昌站二场并并入南昌站管理。
在2015年及之前，南昌站共有15条股道，市郊列车尽头线5条，其中一条和1号站台形成港湾式站台，这条为第11号股道（今11站台，昌九城际专用）；其余10条非断头的股道从西往东编号分别的1、II、3、4、5、6、7、8、9、X，其中II号股道为京九上行（往北京西）而X号股道为京九下行（往常平/深圳/香港红磡），5号股道为机走线，其它股道均为到发线；此外四个站台的长度不一致且1、4站台为低站台，随着站台编号的变大站台的长度变短，4号站台（今6，7站台）出站通道只有南侧有滑坡通道，但4号站台仍可停靠16节编组的列车。

### 整体改造
整个南昌站改从2015年开始到2021年结束，工程将原本西站房内部重新装修，拆除原有四个独立狭小的高架候车室并新建了一体化的高架候车室，新建站台并改建了原有的老站台，将低站台改为高站台，重新装修了原本连接西广场地下室的出站通道并新建了更大更深的新出站通道连接东广场地下室，新建了全新的东站房，新建东广场整体以及洪都高架连接线。

同时东广场周边配套还建设了与东广场地下室无缝衔接的2号线地铁站，北侧还将原位于永叔路的南昌长途汽车站搬迁至此。整个车站改造进度如下：

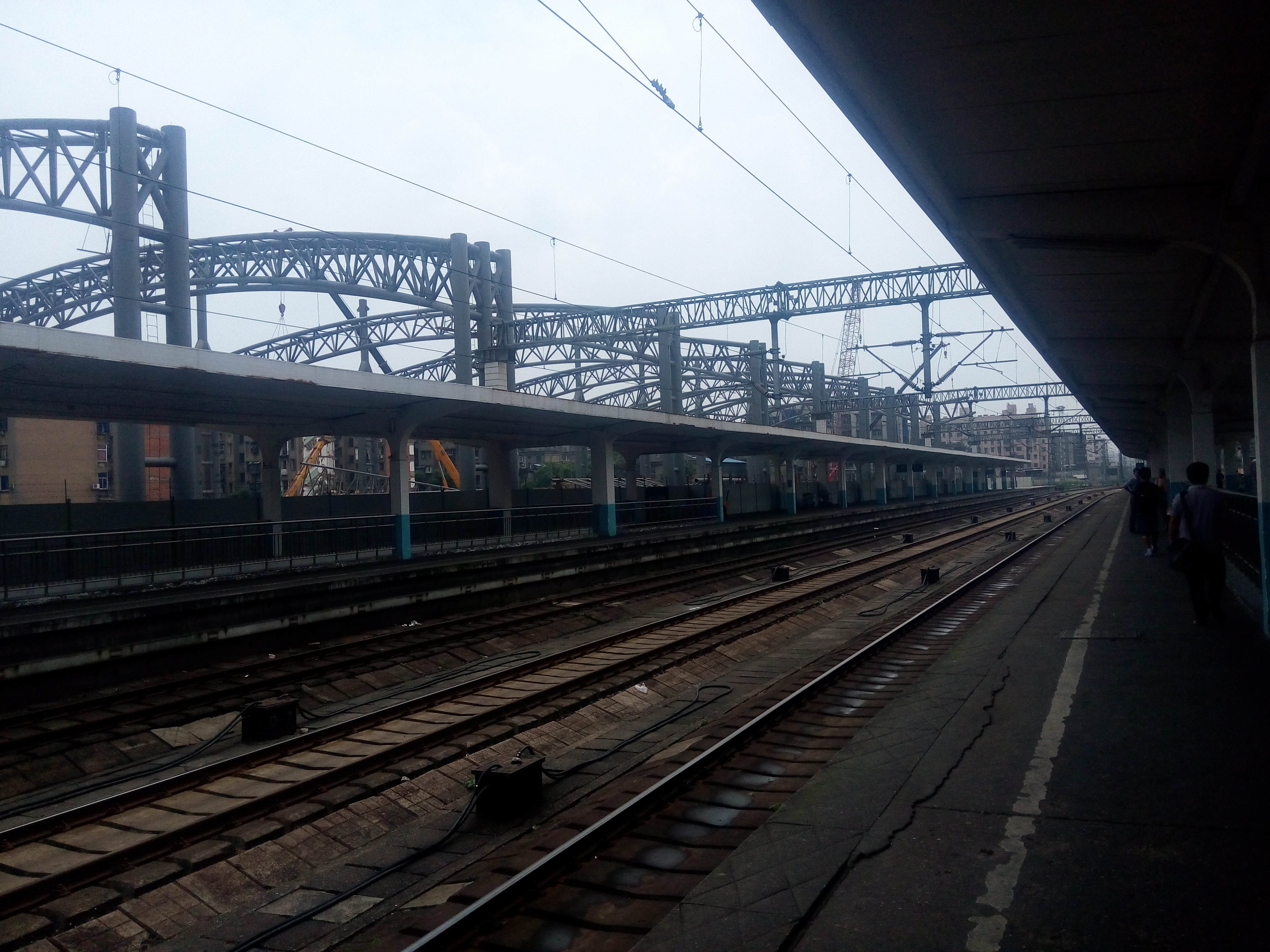
改造中的车站（2015年8月）

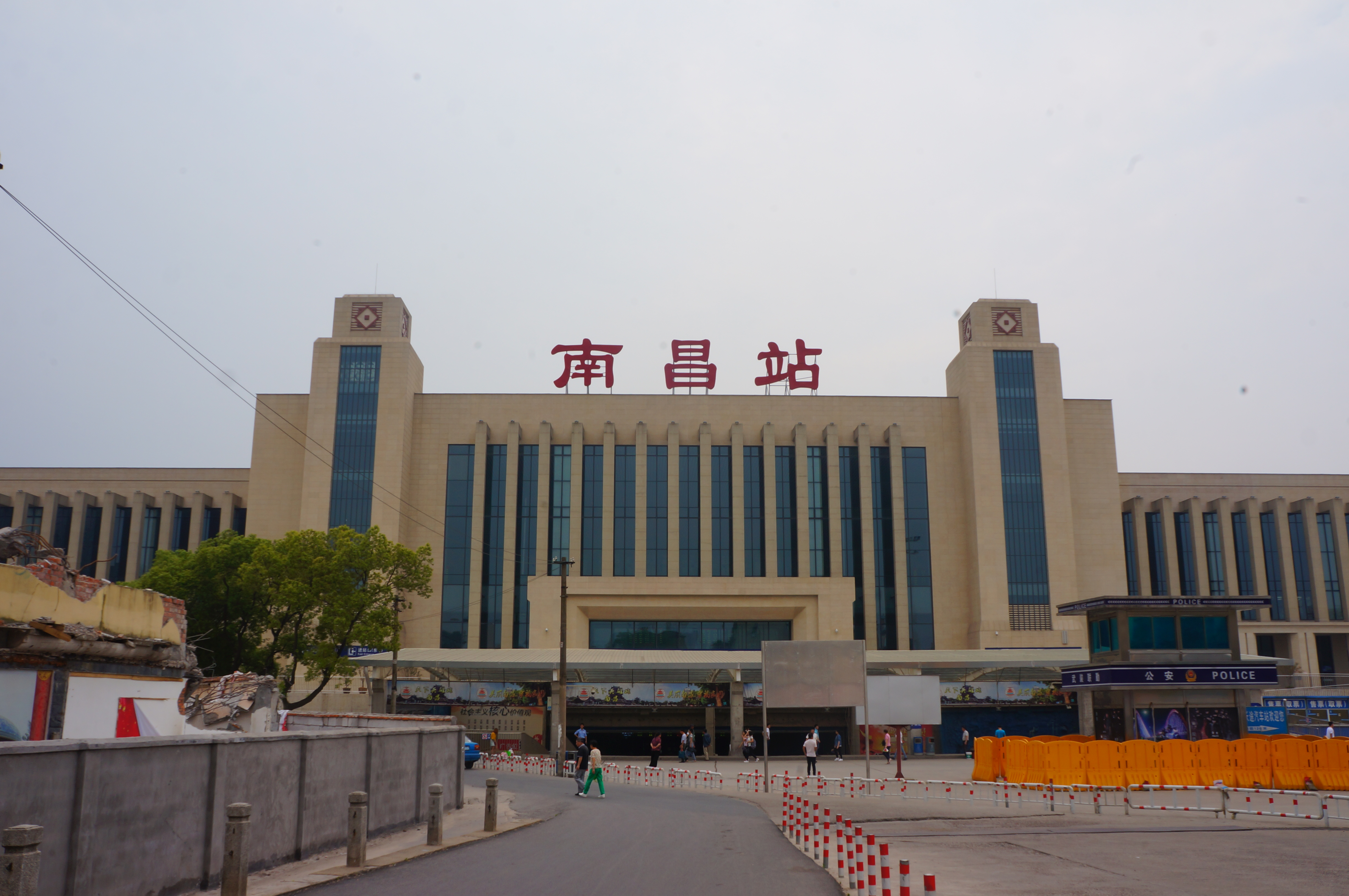
2017年5月，扩建完成的南昌站东站房

2010年11月《新建九江至南昌城际铁路南昌站改代建工程》招标，计划在2013年6月30日完工，“火车站东广场及昌九城际铁路南昌站改扩建工程”的安置房也在同月开工；然而受到拆迁进度问题影响拖延2014年3月才动工，但配套的东广场仍然没有开工。
为配合南昌站改造于2015年3月20日实行的2015年春季列车运行图中南昌站将减少车次停靠，部分列车被分流至南昌西站并在乐化-三江镇段改经昌九城际铁路、昌福铁路运行，3月25日正式开始对现有车站设施改造，同时拆除第三、四候车室。
经过一年的改造，2015年12月底东站房和高架候车室东侧部分主体施工完成，2015年12月28日临时启用。2016年1月10日东侧的出发层高架候车室、到道达层出站通和站台层启用，东侧站厅并未启用，高架候车室给予第五候车室编号并通过临时通道和原西侧高架候车室中间走廊连接；而站台只启用了6、7（改造重建的原4站台8道和9道）8、9（工程中称之为5站台）站台，而10（工程中称之6站台）站台和东进站大厅在随后的春运时期启用，10站台面需从东站房大厅进入所以东侧站厅实质性启用，只是由于东广场未建设乘客不能从东站房进站。。
2016年4月6日开始第二阶段的改造，逐步关闭第一、二候车室并拆除，关闭西站厅开放东站厅。但事实上2016年4月份临时的东广场才开始建设，这主要是由于广场部分的建设属于市政建设和车站负责方不同导致进度问题，曾有媒体担心5月份西站厅停用出入后东侧出入有非常大的压力。2016年5月31日8点30分起，南昌火车站东站房进、出站口以及简易的东广场正式启用；西站房进、出站口封闭改造，仅办理南昌-九江方向动车组的进、出站外。
2017年1月5日开始南昌站西侧启用，剩余站台改造完毕，东西高架候车室成为一体，有24趟列车恢复南昌站的客运业务。但由于西进站口尚未完成，除昌九城际列车外其他列车仍需从东站房进站。2017年1月22日上午8时，南昌站西进站大厅重新启用。2018年7月20日，因应横岗联络线开通，6对原本在南昌西始发终到的高速动车组列车调整为南昌站始发终到，另有一对过路G字头列车改进南昌站。
2018年9月27日临时东广场关闭开始建设永久性东广场。
2019年6月30日2号线后通段通车，因东广场建设中故采用临时通道连接。2020年1月东广场可以和地铁无缝对接。2021年1月22日包括和洪都高架连接线在内的东广场整体正式启用，标志着整个南昌站整体工程建设完毕。东广场启用后变成结合国铁、地铁、公交车站、长途客运和出租车的综合客运枢纽。

## 车站结构

### 站房
2017年1月5日投入使用的南昌站设有可容纳1.5万名的旅客候车室。候车室长度220米，总宽度50米，面积为17784平方米。候车室位于站房二层，横跨站场股道，采取高进低出的进出站模式。从车站东西两侧广场均可以进站，其中东站房一层设有10号检票口，检票后可直接通往平层的10号站台。二层从西往东的南北两侧各设有1，2-3，4-5，6-7，8-9共5个检票口，其中站房南侧的五个检票口前标有A，北侧为B。两侧检票口的验票闸机后均设有东西向长条形行人通道连接上述检票口和通往站台的通道，故检票口直对的站台不一定是乘客搭乘列车所停靠的站台；行人通道设有楼梯和扶梯连接1-9站台，南侧的2-3，4-5，6-7，8-9站台通道还设有升降电梯。此外，北侧的B1检票口还可连接位于1站台以北的11-13站台。

### 站线布置
改造后的站场设有13个站台、16根股道。其中东西站房之间设有13条股道，6个站台。其中包括2个侧式站台，4个岛式站台，编号为1-10号站台。1-10号站台上方是面积为4.9万平方米的无站台柱钢结构雨棚，雨棚基本柱距20米，最大跨度47.75米。2016年新建完成的8-10号站台股道北侧因紧靠南昌车辆段所在地，因此只能接发南向的终到始发车。
此外，在一站台北侧设有昌九城际铁路列车的始发站台，编号为11-13号站台，为港湾式站台，站台上设有站台柱雨棚。

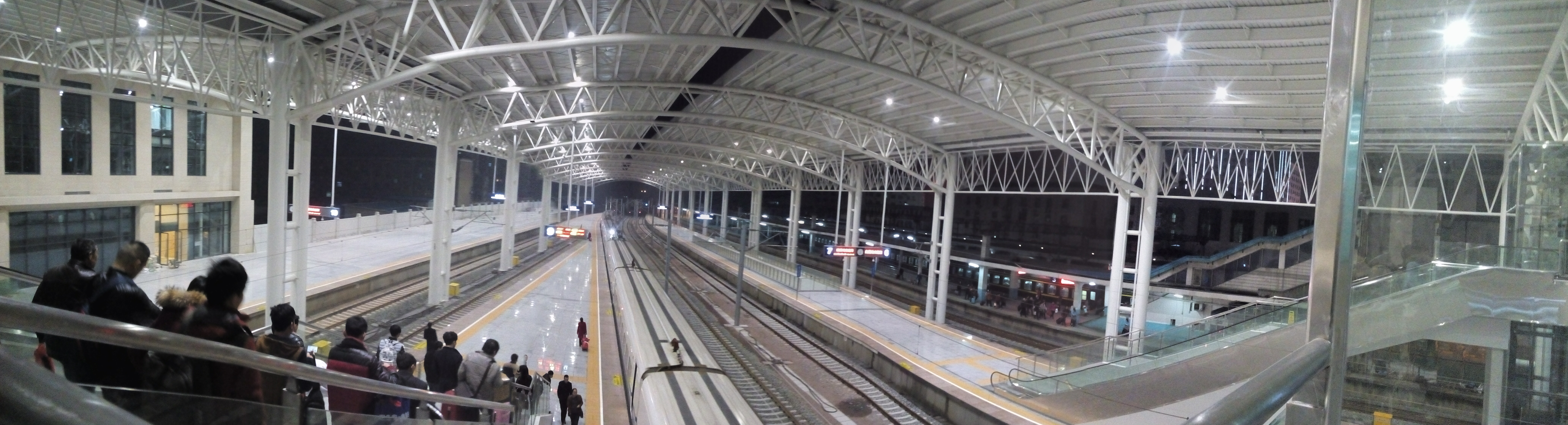
站台全景图（图为东侧站台改造好，西侧还是旧站台时期）

| 西 |                                               | 16道（到发线，往九江/婺源））      |
| 西 | 西站房                                        | 13站台 （昌九城际铁路专用） 12站台 |
| 西 | 15道（到发线，往九江/婺源）                   |                                    |
| 西 | 14道（到发线，往九江/婺源）                   |                                    |
| 西 | 11站台 1站台                                  |                                    |
| 西 | 1道（到发线）                                 |                                    |
| 西 | II道（京九铁路上行正线，往北京西）            |                                    |
| 西 | 3道（到发线）                                 |                                    |
| 西 | 2站台 3站台                                   |                                    |
| 西 | 4道（到发线）                                 |                                    |
| 西 | 5道（机走线）                                 |                                    |
| 西 | 6道（到发线）                                 |                                    |
| 西 | 4站台 5站台                                   |                                    |
| 西 | 7道（到发线）                                 |                                    |
| 西 | 8道（到发线）                                 |                                    |
| 西 | 6站台 7站台                                   |                                    |
| 西 | 9道（到发线）                                 |                                    |
| 西 | X道（京九铁路下行正线，往常平/深圳/香港红磡） |                                    |
| 西 | 11道（到发线）                                |                                    |
| 西 | 8站台 9站台                                   |                                    |
| 西 | 12道（到发线）                                |                                    |
| 西 | 13道（到发线）                                |                                    |
| 东 | 10站台（侧式站台）                            | 10站台（侧式站台）                 |

## 下辖车站
南昌车站是中国铁路南昌局集团有限公司的直属车站，本站在管理上除了管辖南昌站整体站场外还管辖以下车站。
- 南昌西站：位于南昌红谷滩区的一座客运车站，途径昌九城际线、沪昆高速线、昌福线三条线路，于2013年9月26日启用。
- 南昌东站：位于南昌青山湖区的一座客运车站，途径京港高速线、杭昌高速线，于2023年12月27日启用。

## 交通

### 公共交通

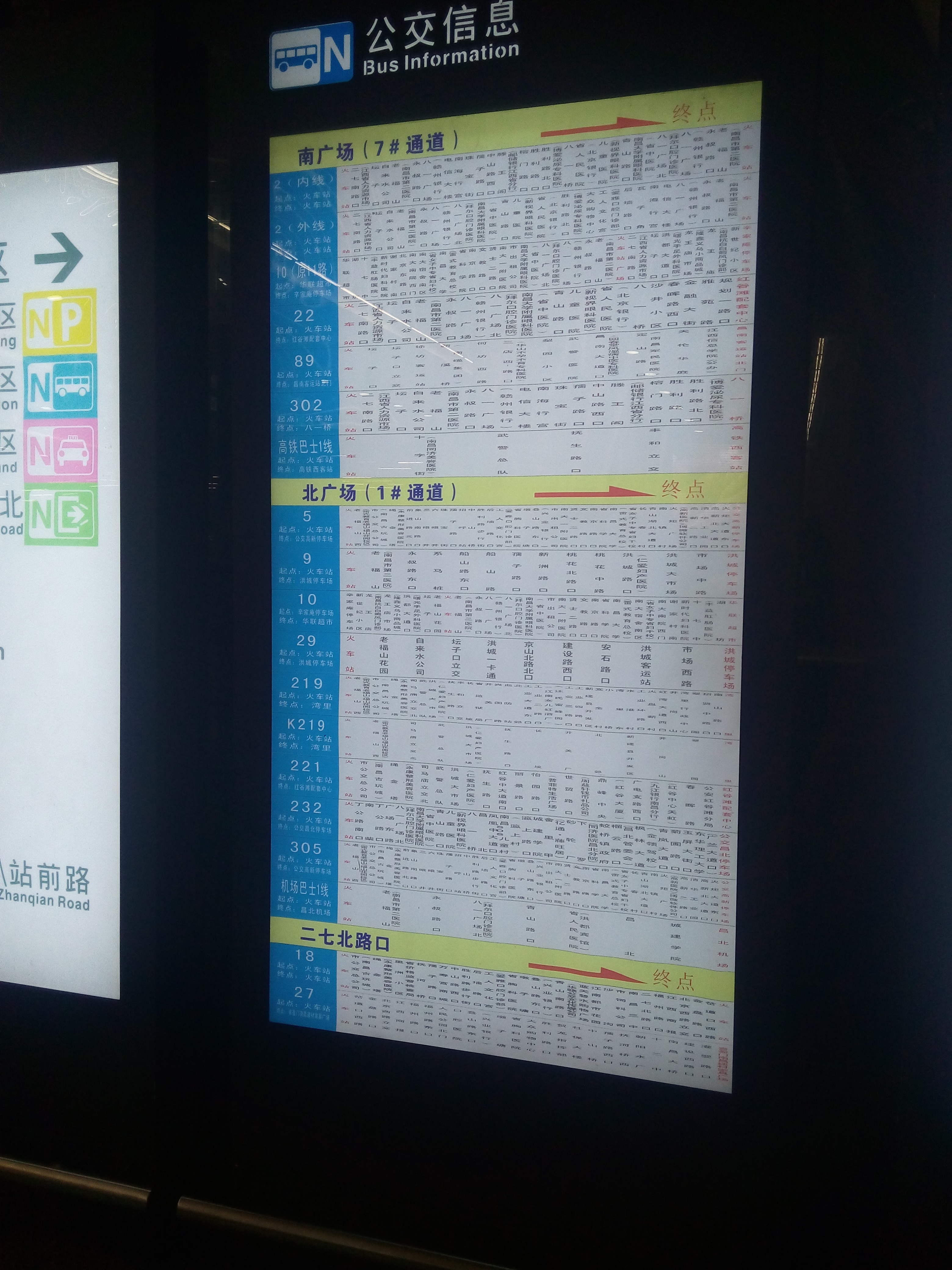
西广场主要公交

#### 公共汽车
- 南昌火车站东广场
  - 2路（原2路外线火车站到八一桥单向区间）、208路、216路、高铁定制快1线
- 南昌火车站西广场南面（或叫：火车站南，位于南广场，7、9号出口）
  - 52路（原2路内线火车站到八一桥单向区间）、10路（开往辛家庵停车场，原11路，原11路外线）、22路、89路、302路（类似2路的夜间车）、高铁巴士1线
- 南昌火车站西广场北面（位于北广场，1号出口）
  - 5路、9路、10路（开往华联超市，原11路内线）、29路、169路（原219路）、210路、221路、232路、机场公交1线
- 火车站*二七南路（锦怡大酒店东侧）
  - 18路内线、18路外线、27路、307路
- 火车站西（位于洛阳路隧道西口）
  - 21路、231路内线、231路外线[45]

#### 出租车
西广场地下空间分的士站南区和的士站北区，两区互不相通；北区需要从站前路向东驶入，驶出只能从站前路往西走到天佑路在拐弯；南区只能从广场南侧的二七南路驶入驶出。

#### 轨道交通
南昌地铁2号线后通段于2019年6月30日通车，设地铁南昌火车站紧靠火车站东广场北侧地下，将连接高铁南昌西站和现在的普铁南昌站，并且能通达八一广场、秋水广场、滕王阁风景区和前湖大学城，是连接南昌城西和城东的一条主要的轨道交通干道。

### 公路
车站西侧有站前路、二七南路、洛阳路；2009年2月19日动工的洛阳路隧道于2012年6月29日通车，将东西两段洛阳路连接。
东侧有洛阳路、洪都中大道、顺外路（洛阳东路）等主干道，东广场周片配套将建设一些道路。